# (10350) Spallanzani
(10350) Spallanzani  es un asteroide perteneciente al cinturón de asteroides, descubierto el 26 de julio de 1992 por Eric Walter Elst desde el Observatorio La Silla, en Chile.

## Designación y nombre
Spallanzani se designó inicialmente como 1992 OG2.
Más adelante fue nombrado en honor al biólogo y naturalista italiano  Lazzaro Spallanzani (1729-1799).

## Características orbitales
Spallanzani orbita a una distancia media del Sol de 2,6384 ua, pudiendo acercarse hasta 2,2838 ua y alejarse hasta 2,9931 ua. Tiene una excentricidad de 0,1344 y una inclinación orbital de 5,2444° grados. Emplea en completar una órbita alrededor del Sol 1565 días.

## Características físicas
Su magnitud absoluta es 13,2.